# Іллірійська сільська рада
Іллірійська сільська рада — колишній орган місцевого самоврядування в ліквідованому Лутугинському районі Луганської області. Адміністративний центр — село Іллірія.

## Загальні відомості
Іллірійська сільська рада була утворена в 1920 році. Ліквідована у 2020 році. Територією ради протікає річка Вільхівка.

## Населені пункти
Сільській раді підпорядковані населені пункти:
- с. Іллірія
- с. Велика Мартинівка
- с. Західне
- с. Мала Мартинівка
- с. Мала Юр'ївка
- с. Ушаківка
- с-ще Ясне

## Склад ради
Рада складається з 20 депутатів та голови.

### Керівний склад ради
| ПІБ                         | Основні відомості                                                 | Дата обрання | Дата звільнення |
| --------------------------- | ----------------------------------------------------------------- | ------------ | --------------- |
| Лимаренко Микола Васильович | Сільський голова, 1948 року народження, освіта вища, безпартійний | 26.03.2006   | 31.10.2010      |
| Лимаренко Микола Васильович | Сільський голова, 1948 року народження, освіта вища, безпартійний | 31.10.2010   |                 |

Примітка: таблиця складена за даними джерела